# 오거돈
오거돈(吳巨敦, 1948년 10월 28일~)은 대한민국의 행정공무원 출신의 대학 교수 겸 정치인이었다. 제13대 해양수산부 장관과 민선 제7기 제37대 부산광역시장을 역임하였다. 
지난 지방 선거에서 3번의 낙선 끝에 2018년에 부산광역시장에 당선되었으나 2020년 4월 22일에 여성 공무원을 집무실로 불러 성추행한 공무원 성범죄 사건에 대한 책임을 지고 사퇴했다.

## 생애
1948년 부산에서 대한제강 설립자 오우영의 넷째 아들로 태어났다. 1973년 행정고등고시에 합격하고 부산광역시 정무부시장과 행정부시장을 거쳐 제13대 해양수산부 장관을 지냈다. 이후 한국해양대학교 총장과 동명대학교 총장 등을 역임하였다. 2018년 6월 13일 제7회 전국동시지방선거에서 자유한국당 서병수 후보를 누르고 제37대 부산광역시장에 당선되어 2018년 7월 1일에 취임하였다. 시정 구호는 "시민이 행복한 동북아 해양수도, 부산"이었다.

## 관여된 소송 절차

### 가로세로연구소에 대한 손해배상청구 소송
2019년 10월 9일 강용석, 김세의가 운영하는 유튜브 채널인 가로세로연구소가 "오거돈 부산광역시장이 여성 공무원을 성추행했다"며 미투 의혹을 제기했으나 다음 날 "근거 없는 허위사실을 유포해 부산시장과 개인의 명예를 훼손한 유튜버 3명에 대해 모두 5억 원의 손해배상청구 소송을 제기했다"고 밝히면서 모두 8명의 변호사를 동원해 '가짜뉴스 척결을 위한 변호인단'(단장 조성제 변호사)을 꾸려 부산지방검찰청과 부산지방법원에 각각 고소장과 손해배상소송 소장을 제출했다.

### 성추행 혐의 피고소
오거돈은 2020년 4월 7일 여성 보좌진과 면담 중에 성추행을 했다. 다만 가세연이 주장한 미투 의혹과는 별개의 사건이다. 그리고 피해자가 오거돈의 시장직 사퇴를 요구하자 4월 말까지 사퇴하기로 피해자에게 서약하고, 공증을 받았다. 앞서 젊은 여성을 자기 주변에 배치한 사진으로 논란이 있었던 오거돈은 2020년 4월 23일에 "최근 여성 보좌진과 5분 면담 도중에 성추행을 했다."고 공개하며 울먹였다. 동시에 부산광역시장에서 사퇴하였다. 
오거돈이 사퇴 의사를 밝힌 직후 피해자는 한국성폭력상담소를 통해 유감을 표하면서 당시 상황은 명백히 처벌받을 수 있는 범죄라고 밝혔음에도 경찰에 신고하지 않았다. 피해자가 밝힌 입장문에서 "이달 초 업무시간 처음으로 오 시장 수행비서 호출을 받았고 업무상 호출이라는 말에 서둘러 집무실에 가서 성추행을 당했다"고 사실관계를 밝히면서 "'강제추행으로 인정될 수 있음을 깨달았다', '경중에 관계없이' 등 표현으로 제가 유난스러운 사람으로 비칠까 두렵다"고 하면서 "이번 사건과 총선 시기를 연관 지어 이를 정치적으로 해석하는 움직임이 있는데 정치권 어떠한 외압과 회유도 없었다"고 말했다.
더불어민주당은 2020년 4월 27일 오거돈을 제명했다. 하지만 미래통합당에서 오거돈 사퇴 공증을 문재인 대통령과 관련 있는 법무법인 부산에서 한 점을 들어 여권이 사전에 인지하고 있었는지에 대해 의혹을 제기하면서 사태 수습에 공무원을 동원한 오거돈을 선거법 위반으로 고발했다.
부산광역시장에서 사퇴한 이후 거가대교 휴게소 등에서 목격담만 알려질 뿐, 잠적 상태에 있을 때 부산일보 취재진이 다양한 경로를 통해 입수한 정보로 거제도에 소재한 오거돈의 지인이 운영하는 펜션을 찾아 펜션 로비 한쪽에 있는 소파에서 마스크를 착용한 채 회색 후드 티와 청바지를 입고 누워있는 모습을 발견했다. “시장님 맞냐”는 취재진의 질문에 아무런 대답을 하지 않은 채 떠날 때 강제추행, 수습 과정에서의 불법 청탁, 정무 라인 개입 등 각종 의혹 관련 질문이 이어지자, 오거돈은 “사람 잘못 보셨습니다”는 답을 남기고 검은색 승용차를 타고 떠났다. 사건을 수사하는 경찰은 피해자가 고소장을 제출하지 않는 등 피해자 진술을 받는데 어려움을 겪었다.
2020년 5월 22일에 있었던 피의자 신문과 6월 2일 부산지법에서 열린 구속 전 피의자 심문(영장실질심사)에서 "범행은 인정하나 구체적인 범행은 기억나지 않는다"고 이중적인 태도를 보여이면서 우발적 범행이라는 점을 강조하여 "증거 인멸, 도주 우려가 없다"는 이유로 영장이 기각되었다. 하지만 당일 영장 재판 법정에서 공개된 최인석 변호사가 영장실질심사를 심리한 조현철 영장전담 부장판사와 2012년부터 2년여간 부산고등법원에서 함께 근무(조현철 평판사, 최인석 부장판사 신분)한 부산대학교 법대 12년 차 동문이자 부산판례연구회 활동이나 국선전담변호사 워크숍 등을 함께 하며 친분이 있는 것으로 알려져 영장 기각에 대해 논란이 있었다.

## 성범죄 판결
부산지방법원 형사6부는 2021년 6월 29일에 열린 1심 재판에서 오거돈 전 부산광역시장에게 강제추행죄, 강제추행치사죄를 적용하여 징역 3년, 성폭력 치료 프로그램 40시간 이수, 아동·청소년 시설과 장애인 복지 시설 5년간 취업 제한 판결을 내렸다. 재판부는 "오거돈 전 시장이 저지른 권력에 의한 성추행으로 인하여 여성 공무원들이 외상후 스트레스 장애에 시달렸을 정도로 정신적 충격이 상당하다. 이에 따라 도주 우려가 있는 오거돈 전 시장을 법정 구속한다."고 판단했다.
오거돈 전 시장은 1심 판결에 불복하여 항소했으나 부산고등법원은 2022년 2월 9일에 열린 재판에서 항소를 기각하고 1심 판결을 유지했다. 2022년 2월 22일에 오거돈 전 시장이 대법원에 상고를 포기함에 따라 형이 확정되었다. 2024년 6월 26일에서 부산구치소에서 만기 출소했다.

## 학력
- 남일국민학교 졸업
- 경남중학교 졸업
- 경남고등학교 졸업
- 1971년 서울대학교 문리과대학 철학과 문학사
- 1973년 서울대학교 행정대학원 행정학 석사(학위논문명 : 공무원의 직무불만요인과 이직원인의 분석)
- 2003년 동아대학교 대학원 행정학과 행정학 박사(학위논문명 : 한국 정부의 사무배분 방식과 실태에 관한 연구)
- 2006년 부산대학교 국제전문대학원 석사

## 경력
- 1973년: 제14회 행정고등고시 합격
- 1974년 10월: 부산광역시청 행정사무관
- 1980년 4월: 내무부 민방위국
- 내무부 지방행정국
- ~1985년 7월: 내무부 예산담당관실
- 1985년 8월~1988년 6월: 부산광역시청 체육지원담당관
- 1988년 6월~1989년 7월: 대통령비서실 정책보좌관실 행정관
- 1989년 7월: 내무부 편성운영과 과장
- ~1992년 1월: 내무부 국민운동지원과 과장
- 1992년 1월~1992년 3월: 부산광역시청 재무국장
- 1993년 3월~1993년 12월: 부산 동구청장
- 부산광역시청 교통관광국장
- ~1997년 7월: 부산광역시청 내무국장
- 1997년 7월: 부산광역시청 개발사업추진단장
- ~1999년 4월: 부산광역시청 상수도사업본부장
- 1994년 4월 30일~: 부산광역시청 기획관리실장[6]
- 2000년 11월~2001년 10월: 부산광역시 정무부시장
- 2001년 10월~2003년 10월: 부산광역시 행정부시장
- 2003년: 한성대학교 대학원 행정학과 겸임교수
- 2003년 10월~2004년 5월: 부산광역시장 권한대행
- 2004년: 부산대학교 행정대학원 객원교수
- 2004년 9월: 대통령직속 중소기업특별위원회 위원
- 2005년 1월~2006년 3월: 제13대 해양수산부 장관
- 2008년 3월: 2012년 세계 박람회 조직위원회 위원
- 2008년 3월: 한국조선해양기자재연구원 공동이사장
- 2008년 3월: 부산과학기술협의회
- 2008년 3월: 부산테크노파크
- 2008년 3월: 한국지방정부학회 고문
- 2008년 3월: 2012년 세계 박람회 고위자문단 위원
- 2008년 3월~2012년 3월: 제5대 한국해양대학교 총장
- 2008년 6월: 세계해사대학 이사
- 2009년 3월~2010년 2월: 부산울산경남제주지역총장협의회 회장
- 2010년 4월~2012년 4월: 세계해사대학총장협의회 의장
- 2012년 3월~2014년 3월: 제6대 대한민국해양연맹 총재
- 2012년 3월: BS금융지주(현 BNK금융지주) 사외이사
- 2012년 6월: 한국해양대학교 세계해양발전전략연구소 석좌교수
- 2014년 11월: 부산대학교 석좌교수
- 2015년 2월~2017년 3월: 제7대 대한민국해양연맹 총재
- 2016년 2월~2017년 3월: 제8대 동명대학교 총장
- 2018년 1월 11일~2020년 4월 23일: 더불어민주당 복당
- 2018년 7월 1일~2020년 4월 23일: 제37대 부산광역시장
- 한국상하수도협회 부회장
- 대한민국해양연맹 고문

## 수상
- 1999년 홍조근정훈장
- 2006년 청조근정훈장
- 2011년 부산문화대상 해양부문

## 미디어
- 2018년: MBN 《우리집에 해피가 왔다》

## 역대 선거 결과
|  | 37.7% |

|  | 24.12% |

|  | 49.34% |

|  | 55.23% |

## 소속 정당
| 소속 정당 | 소속 정당      | 소속 기간 | 비고           |
| --------- | -------------- | --------- | -------------- |
|           | 열린우리당     | 2004~2007 | 정계 입문      |
|           | 대통합민주신당 | 2007      | 합당           |
|           | 무소속         | 2007~2017 | 탈당           |
|           | 더불어민주당   | 2017~2020 | 입당           |
|           | 무소속         | 2020~현재 | 제명 정계 은퇴 |

## 같이 보기
- 부산광역시장
- 부산 동구청장
- 대한민국의 해양수산부 장관
- 부산광역시 부시장